# Prix Raigecourt-Goyon
Le prix Raigecourt-Goyon a été fondé en 1889 par le marquis de Raigecourt et le comte de Goyon au sein de la Société des artistes français en hommage à la comtesse de Goyon. Il a pour but de récompenser la peinture paysagiste ou marine.

## Contexte
Marie Lucie de Raigecourt-Gournay (1861-1889) épouse en 1880 le comte de Goyon.
Elève de Félix de Vuillefroy-Cassini, elle devient membre de la Société des artistes français et expose au Salon entre 1885 et 1889.
Après le décès brutal de la comtesse de Goyon, le père et l'époux s'entendent pour lui rendre hommage en distinguant un artiste français ayant exposé au Salon un paysage ou une marine.
Les artistes hors concours ne pourront l'obtenir, mais les exposants, médaillés ou non, pourront toujours concourir.
Une médaille est remise au lauréat ainsi qu'une prime de 1 000 francs.

## Lauréats
Liste partielle
- 1890 : Armand Guéry
- 1891 : René Maurice Fath
- 1892 : Marius Perret
- 1893 : Raymond Allègre
- 1894 : Léon-Gustave Ravanne
- 1895 : François Richard de Montholon
- 1896 : Paul Place-Canton
- 1897 : Henri Gaston Darien
- 1898 : Ernest Marché
- 1899 : Henry Grosjean
- 1900 : François Cachoud
- 1901 : Georges Jules Moteley
- 1902 : Henri Ferdinand Bellan
- 1903 : Jean-Constant Pape
- 1904 : Eugène Trigoulet
- 1905 : Germain Bonneton
- 1906 : Antoine Ponchin
- 1907 : Émile Frédéric Ragot
- 1908 : Valentin Émile Berthélemy
- 1909 : Gaston Frédéric de Burggraff
- 1910 : Charles-Louis-Eugène Signoret
- 1911 : Alexandre Jacob
- 1912 : Théo Mayan
- 1913 : Louis-Charles Spriet
- 1914 : Ernest-Marie Pernelle
- 1920 : Constant Duval et Paul Léon Frequenez
- 1921 : Émile Dorrée, André Lagrange et Georges Capgras
- 1922 : Henri Léon Thiébaut et Charles Joseph Lupin
- 1923 : Madeleine Leroux et Jean Julien
- 1924 : Charles-René Darrieux
- 1925 : Hippolyte Léty
- 1926 : René Jaudon
- 1927 : Louis William Graux
- 1928 : Ernest Victor Romanet
- 1929 : Maurice Décamps
- 1930 : André Spitz et Gaston Cornil
- 1931 : Odilon Lesur-Adrian
- 1932 : Louis-Maurice Berthe
- 1933 : Lucien-Victor Delpy
- 1934 : Lucien de Maleville
- 1935 : Paul-Marcel Balmigère
- 1936 : Maurice Léonard
- 1937 : Félix Raoul Etève
- 1938 : Maurice Persyn
- 1939 : Robert Henri Fouques
- 1941 : Renée Carpentier-Wintz
- 1942 : Huguette Vincent
- 1943 : Alfred de Maghellen
- 1944 : Paul René
- 1945 :
- 1947 : Marie-Louise Cirée
- 1949 :